# 西村潔
西村 潔（にしむら きよし、1932年9月7日 - 1993年11月17日）は、日本の映画監督。東京都立川市出身。一橋大学卒業。俳優としても数本の出演作品を持つ。

## 略歴
東京都立立川高等学校に通い、在日米軍の横田飛行場でアルバイトをしながら映画浸りの日々を送った後、一橋大学へ入学。同級生には石原慎太郎がいた。
1956年、大学を卒業後、東宝へ入社。千葉泰樹・黒澤明・堀川弘通・成瀬巳喜男・本多猪四郎・川島雄三・須川栄三・古澤憲吾・恩地日出夫らの助監督を経て、1969年、密室の人間群像を緊迫したサスペンスとして描いた黒沢年男主演のアクションスリラー『死ぬにはまだ早い』で監督に昇進。続く『白昼の襲撃』、『豹（ジャガー）は走った』（1970年）とともにその才気が注目され、東宝では異色のアクション監督の誕生と期待された。
千葉真一は西村とテレビドラマ『燃える捜査網』（1975年 - 1976年）、『大非常線』（1976年）、テレビ映画『東京大地震マグニチュード8.1』（1980年）と自身の主演作品でタッグを組んでおり、「（西村の）都会的でハードボイルドな作風がとてもよかった」と高く評価している。
映画衰退後はフリーランスとして、テレビドラマを数多く手がけた。限られた予算と時間で作品を成立させる腕前が高く評価されたが、1987年、自身が監督を務める記録映画の撮影中、入浴施設の女性専用エリアを隠し撮りしていた事実が発覚しスキャンダル化。騒動以降はしばらく井藤 雄才（いとう ゆうさい）の変名で活動した。
1970年以降にマリンスポーツ、とりわけスクーバダイビングを趣味とし、藤竜也や三浦友和をダイビングの世界へと導いた。また、無類のジャズ好きである一方、中島みゆきのファンとしても知られ、『大追跡』『探偵物語』などの劇中でも中島の楽曲をBGMとして多用していた。この間、西村の作品に多く就いていた助監督には三池崇史がいる。
1993年11月17日、神奈川県葉山町の海岸で溺死体で発見され、捜査当局は自殺と断定。61歳だった。

## 作品

### 映画
- 死ぬにはまだ早い（1969年）
- 白昼の襲撃（1970年）
- 豹は走った（1970年）
- 喜劇 男売ります（1970年）
- 凄い奴ら（1971年）
- ヘアピン・サーカス（1972年）
- 薔薇の標的（1972年）
- 夕映えに明日は消えた（1973年）
- 青年の樹（1977年）
- 白夜の調べ（1978年）
- 黄金のパートナー（1979年）
- 夏服のイヴ（1984年）

### テレビ
- ジキルとハイド（1973年、フジテレビ）
- 風の中のあいつ（1973年、TBS）
- 日本沈没（1974年 - 1975年、TBS）
- TOKYO DETECTIVE 二人の事件簿（1975年、ABC）
- 燃える捜査網（1975年 - 1976年、NET）
- 大非常線（1976年、NET）
- 大追跡（1978年、日本テレビ）
- 青春の証明（1978年、MBS）
- 探偵物語（1979年 - 1980年、日本テレビ）
- 駆け込みビル7号室（1979年、フジテレビ）
- 西部警察（1979年 - 1982年、テレビ朝日）
- 東京大地震マグニチュード8.1（1980年、日本テレビ）
- 大激闘マッドポリス'80 / 特命刑事（1980年、日本テレビ）
- ザ・ハングマン（1980年 - 1981年、ABC）
- 探偵同盟（1981年、フジテレビ）
- プロハンター（1981年、日本テレビ）
- 愛のホットライン（1981年、フジテレビ）
- 火曜サスペンス劇場 コンピューターの身代金（1982年7月13日OA、日本テレビ）
- ザ・ハングマンII（1982年、ABC）
- 火曜サスペンス劇場 モナリザの身代金（1983年8月2日OA、日本テレビ）
- 新ハングマン（1983年-1984年、ABC）
- ザ・ハングマン4（1984年 - 1985年、ABC）
- 特命刑事ザ・コップ（1985年、ABC）
- ただいま絶好調!（1985年、テレビ朝日）
- 誇りの報酬（1985年 - 1986年、日本テレビ）
- ザ・ハングマンV（1986年、ABC）
- あぶない刑事（1986年 - 1987年、日本テレビ）
- ザ・ハングマンVI（1987年、ABC）
- ベイシティ刑事（1987年 - 1988年、テレビ朝日）※井藤 雄才名義
- 代表取締役刑事（1990年 - 1991年、テレビ朝日）
- 裸の大将52 母子おくんち太鼓（1992年、関西テレビ）
- 火曜サスペンス劇場 女の中の迷路（1993年3月2日OA、日本テレビ）
- 土曜ワイド劇場 海の密室クルーザー殺人事件（1993年、テレビ朝日）※遺作

### Vシネマ
- マドンナの復讐（1991年）

### 記録映画
- 雨とセリカと男たち（1973年、トヨタ自動車）

### イメージ作品
- 東映Vシネマ・Vアニメ28作品製作記者発表会プロモーションビデオ（1990年、東映ビデオ）

## 出演
- 野獣死すべし（1959年） - はじきの安（ノンクレジット）
- 野獣死すべし 復讐のメカニック（1974年） - 殺し屋